# Digital brevlåda
| Digital brevlåda |
| --- |
| - Betydelse – webb- eller mobilapp-baserad brevlåda för myndighetspost eller kundmeddelanden från företag - Bakgrund – 2010-talet (Sverige) - Aktörer – Digimail, E-Boks, Kivra, Min myndighetspost (Svenska staten), Billo |

Det som marknadsförs som en digital brevlåda är en webbplats eller mobilapplikation. Det är en stängd plattform där företag och privatpersoner kan ha ett konto (ofta kopplat till Mobilt BankID) och läsa filer och meddelanden uppladdade från myndigheter (motsvarigheten till "bruna kuvert") och företag. Det går inte att skicka vidare meddelanden från den, och det finns ingen standard tjänsterna emellan, till skillnad från traditionell e-post. Konceptet har under 2010-talet lanserats i Sverige, med föregångare i bland annat Danmark.

## Historik
Projektet, under namnet "den digitala brevlådan", lanserades ursprungligen 2012, med syftet att alla medborgare skulle kunna få sina meddelanden från myndigheterna digitalt istället för vanliga brev. Motiven var att det sparar skattepengar, var bra för miljön och att man kunde få sin myndighetspost där man befann sig. Inledningsvis var intresset svagt, och i september 2015 hade nio myndigheter, två kommuner, 226 000 personer och 30 000 företag anslutit sig till tjänsten. IT-ministern Mehmet Kaplan ställde krav på att alla myndigheter skulle ansluta sig till systemet senast 2017. I januari 2017 var anslutningsgraden cirka 20 myndigheter och kommuner, med 700 000 personer och 800 företag anslutna till någon av de tre leverantörerna av tjänsten.
I oktober 2019 fanns det fyra leverantörer som marknadsförde sig som "digital brevlåda": den offentliga e-tjänsten Min myndighetspost, Postnords E-boks samt de två privata Digimail (delägd av Bring) och Kivra (delägd av 41an Invest och Wallenbergstiftelserna). Alla levererade post från myndigheter och liknande, medan de två privata även levererade post från anslutna företag. E-Boks är den äldsta tjänsten, eftersom den lanserats i Danmark av Postnord redan 2001.Enligt olika uppgifter lanserades Postnords motsvarande tjänst E-Boks i Sverige 2016 eller 2015.
20 februari 2017 nådde produkten en anslutningsgrad om 1 miljon användare. Kivra är den största aktören på marknaden med över 4 miljoner användare. Mellan 2019 och 2022 ökade användningen av digital brevlåda bland den svenska befolkningen från 51 procent till 68 procent. I Danmark använder 80 procent den här typen av produkter, och företag och privatpersoner är tvingade att ha ett konto och kontrollera det, men för avsändarsidan finns ingen tvingande lagstiftning. I Sverige finns inga krav på att ha en digital brevlåda.

## Tjänster och funktioner
Nedan listas de största företagen i Sverige och en jämförelse dem emellan.
| Tjänst             | Ägare              | Startår | Myndighetspost  | Företags kundutskick | Antal utskickare                         | Antal användare        |
| ------------------ | ------------------ | ------- | --------------- | -------------------- | ---------------------------------------- | ---------------------- |
| Digimail           | Smart Refill/Bring | 2013    | Ja              | Ja                   | 36 myndigheter/kommuner, flera företag   |                        |
| E-Boks             | Postnord           | 2015    | Ja              | Ja                   | 36 myndigheter/kommuner, >60 företag     |                        |
| Kivra              | Kivra AB           | 2012    | Ja (sedan 2015) | Ja                   | 36 myndigheter/kommuner, >15 000 företag | 4 000 000 (2021-02-18) |
| Min myndighetspost | Svenska staten     | 2012    | Ja              | Nej                  | 36 myndigheter/kommuner                  |                        |
| Billo              | Billo AB           | 2022    | Ja              | Nej                  |                                          |                        |

Texter och filer går att läsa efter inloggning (oftast med Mobilt BankID). Företaget som tillhandahåller hemsidan eller appen kan också själva läsa alla dokument. Det betyder till exempel att Kivra kan läsa fyra miljoner svenskars privata "brev". Information om det digitala brevet aviseras beroende på leverantör via e-post, pushnotis eller SMS. Meddelanden kan besvaras till mottagaren men inte skickas vidare. Hos Min myndighetspost kan dock användarna kommunicera med varandra.